# L'Eliogabalo (album)
L'Eliogabalo - Operetta Irrealista è un album dell'autore teatrale Emilio Locurcio.

## Storia del disco
Noto per la sua complessità da opera rock, l'album, uscito nel 1977, vede la partecipazione di numerosi artisti musicali pop dell'epoca, come Lucio Dalla, Ron, Teresa De Sio, Claudio Lolli e Foffo Bianchi (musicista e produttore di Rino Gaetano, Patty Pravo, Renato Zero, Claudio Baglioni).
L'album è stato ristampato una volta in vinile e ben tre in CD. Del disco è uscito un singolo promozionale nello stesso anno d'uscita dell'album, un omonimo disco 12 pollici.

## Tracce
1. Monologo d'Apertura
2. La Veglia
3. Il Viaggio
4. La Visione
5. L'Attesa

## Formazione
- Claudio Lolli - (voce)
- Lucio Dalla - (fisarmonica, voce)
- Rosalino Cellamare - (voce)
- Teresa De Sio - (voce)
- Leonardo Gatta - (voce, cori)
- Gildo Falco - (basso)
- Mario Achilli - (batteria)
- Claudio Falco - (chitarra)
- Paolo Maestrelli - (chitarra)
- Gaio Chiocchio - (chitarra, mellotron, cori)
- Gli Odeon - (corni)
- Pino Sannicchio - (tastiere)
- Pierrot Lunaire - (acustica)
- I Crash - (ritmica)
- Arturo Stalteri - (piano, chitarra)
- Foffo Bianchi - (sassofono)
- Gerardo Abbate - (violino)
- Ernesto Bassignano (cori)
- Francesca Codispoti (cori)
- Lucilla Giovagnoli (cori)
- Piero Cannizzaro (cori)